# Lista dos treinadores vencedores da Copa do Mundo FIFA

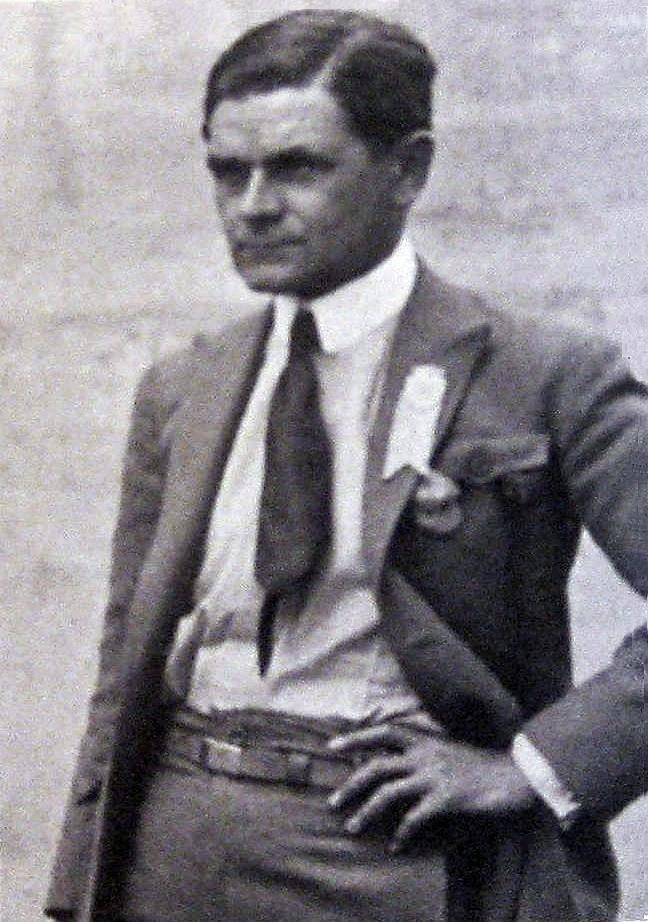
Vittorio Pozzo é o treinador que detém mais títulos da Copa do Mundo FIFA, com duas conquistas.

Abaixo encontra-se a lista dos treinadores vencedores da Copa do Mundo FIFA. Alberto Suppici levou a seleção uruguaia à vitória no torneio inaugural em 1930. Vittorio Pozzo é o único treinador que venceu a Copa do Mundo duas vezes como treinador, em 1934 e 1938 com a Itália.
Vinte treinadores diferentes venceram a Copa do Mundo e todos os vencedores lideraram a seleção de seu próprio país. Quatro outros treinadores terminaram como vencedores uma vez e vice-campeões uma vez; tanto Helmut Schön (vencedor em 1974, vice-campeão em 1966) quanto Franz Beckenbauer (vencedor em 1990, vice-campeão em 1986) pela Alemanha Ocidental, Carlos Bilardo (vencedor em 1986, vice-campeão em 1990) pela Argentina e Mário Zagallo (vencedor em 1970, vice-campeão em 1998) pelo Brasil. Juan López Fontana foi o primeiro treinador a comandar uma seleção nacional para a vitória na Copa do Mundo sem ter tido uma carreira profissional anterior no futebol. Ele comandou a seleção uruguaia na década de 1950 até a vitória; Vicente Feola e Carlos Alberto Parreira, que comandavam o Brasil, também conseguiram esse feito. Parreira também detém o recorde de participar do maior número de torneios finais da Copa do Mundo FIFA como treinador com seis aparições enquanto treinava cinco seleções diferentes. Helmut Schön detém os recordes de mais partidas (25) e mais partidas vencidas (16), todas com a Alemanha Ocidental entre 1966 e 1978 enquanto venceva em 1974. Suppici é o treinador mais jovem a vencer a Copa do Mundo, tendo 31 anos em 1930. Mario Zagallo e César Luis Menotti também estavam na casa dos 30 anos quando venceram a Copa do Mundo. Zagallo tinha 38 anos em 1970 e Menotti tinha 39 anos em 1978. Vicente del Bosque é o treinador mais velho a vencer a Copa do Mundo, tendo 59 anos em 2010.
Três treinadores venceram o torneio tanto como jogador quanto como treinador, Mario Zagallo (como jogador em 1958 e 1962, como treinador em 1970), Franz Beckenbauer (como jogador em 1974, como treinador em 1990) e Didier Deschamps (como jogador em 1998, como treinador em 2018). Tanto Beckenbauer quanto Deschamps também foram os capitães de sua respectiva equipe enquanto ganhavam a Copa do Mundo como jogador.

## Por edição
| Edição | Treinador vencedor      | Seleção vencedora | Ref    |
| ------ | ----------------------- | ----------------- | ------ |
| 1930   | Alberto Suppici         | Uruguai           |        |
| 1934   | Vittorio Pozzo          | Itália            |        |
| 1938   | Vittorio Pozzo          | Itália            |        |
| 1950   | Juan López Fontana      | Uruguai           |        |
| 1954   | Sepp Herberger          | Alemanha          |        |
| 1958   | Vicente Feola           | Brasil            |        |
| 1962   | Aymoré Moreira          | Brasil            |        |
| 1966   | Alf Ramsey              | Inglaterra        |        |
| 1970   | Zagallo                 | Brasil            |        |
| 1974   | Helmut Schön            | Alemanha          |        |
| 1978   | César Luis Menotti      | Argentina         |        |
| 1982   | Enzo Bearzot            | Itália            | [ 1 ]  |
| 1986   | Carlos Bilardo          | Argentina         | [ 2 ]  |
| 1990   | Franz Beckenbauer       | Alemanha          | [ 3 ]  |
| 1994   | Carlos Alberto Parreira | Brasil            | [ 4 ]  |
| 1998   | Aimé Jacquet            | França            | [ 5 ]  |
| 2002   | Luiz Felipe Scolari     | Brasil            | [ 6 ]  |
| 2006   | Marcello Lippi          | Itália            | [ 7 ]  |
| 2010   | Vicente del Bosque      | Espanha           | [ 8 ]  |
| 2014   | Joachim Löw             | Alemanha          | [ 9 ]  |
| 2018   | Didier Deschamps        | França            | [ 10 ] |
| 2022   | Lionel Scaloni          | Argentina         |        |